# Diocesi di Udupi
La diocesi di Udupi (in latino Dioecesis Udupiensis) è una sede della Chiesa cattolica in India suffraganea dell'arcidiocesi di Bangalore. Nel 2022 contava 61.782 battezzati su 1.178.912 abitanti. È retta dal vescovo Gerald Isaac Lobo.

## Territorio

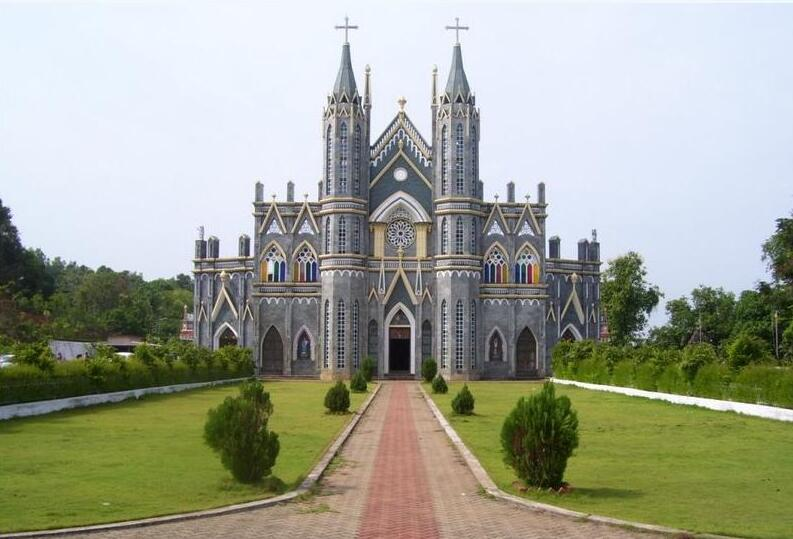
La basilica minore di San Lorenzo a Attur, Karkal.

La diocesi comprende il distretto di Udupi nello stato indiano del Karnataka.
Sede vescovile è la città di Udupi, dove si trova la cattedrale della Madonna dei Miracoli. Ad Attur (Karkal) sorge la basilica minore di San Lorenzo.
Il territorio è suddiviso in 52 parrocchie.

## Storia
La diocesi è stata eretta il 16 luglio 2012 con la bolla Cunctae catholicae di papa Benedetto XVI, ricavandone il territorio dalla diocesi di Mangalore.

## Cronotassi dei vescovi
Si omettono i periodi di sede vacante non superiori ai 2 anni o non storicamente accertati.
- Gerald Isaac Lobo, dal 16 luglio 2012

## Statistiche
La diocesi nel 2022 su una popolazione di 1.178.912 persone contava 61.782 battezzati, corrispondenti al 5,2% del totale.
| anno | popolazione | popolazione | popolazione | presbiteri | presbiteri | presbiteri | presbiteri                | diaconi | religiosi | religiosi | parrocchie |
| anno | battezzati  | totale      | %           | numero     | secolari   | regolari   | battezzati per presbitero | diaconi | uomini    | donne     | parrocchie |
| ---- | ----------- | ----------- | ----------- | ---------- | ---------- | ---------- | ------------------------- | ------- | --------- | --------- | ---------- |
| 2012 | 106.149     | 1.445.240   | 7,3         | 86         | 58         | 28         | 1.234                     |         | 28        | 225       | 46         |
| 2014 | 64.656      | 1.177.361   | 5,5         | 85         | 55         | 30         | 760                       |         | 50        | 256       | 50         |
| 2017 | 61.452      | 1.180.112   | 5,2         | 103        | 67         | 36         | 596                       |         | 66        | 248       | 51         |
| 2020 | 62.000      | 1.190.800   | 5,2         | 112        | 74         | 38         | 553                       |         | 64        | 236       | 52         |
| 2022 | 61.782      | 1.178.912   | 5,2         | 113        | 72         | 41         | 546                       |         | 68        | 240       | 52         |